# Heléne Alexopoulos
Heléne Alexopoulos (Chicago, ...) è un'ex ballerina statunitense.

## Biografia
Heléne Alexopoulos è nata a Chiago in una famiglia di origine greca verso la fine degli anni cinquanta, ma non ha mai rivelato la sua vera età. Ha cominciato a studiare danza all'età di sei anni e a quattordici anni ha cominciato a perfezionarsi con Maria Tallchief, danzando nella sua compagnia presso l'Opera di Chicago. Nel 1975 è stata scelta da George Balanchine per apparire in uno dei suoi balletti al New York City Ballet e, successivamente, si è trasferita a New York per studiare alla School of American Ballet per un anno.
Pur essendo stata accettata dall'Università di Harvard, nel 1978 si è unita ufficialmente al New York City Ballet, di cui è diventata solista nel 1984 e prima ballerina nel 1989. Apprezzata interprete dell'opera di Balanchine, ha danzato in ruoli principali in Prodigal Son, Vienna Waltzes, Jewels, Episodes, Monumentum pro Gesualdo, Movements for Piano and Orchestra, Divertimento No. 15, Variations pour une Porte et un Soupir e Lo schiaccianoci. Inoltre ha danzato in diversi balletti di Jerome Robbins, tra cui Antique Epigraphs, I'm Old Fashioned e West Side Story Suite. Ha dato il suo addio alle scene nel 2002, danzando in Prodigal Son e Vienna Waltzes al Lincoln Center.